# Coleophora virgaureae
Coleophora virgaureae é uma espécie de mariposa do gênero Coleophora pertencente à família Coleophoridae.